# Morgenschtean
Morgenschtean (Untertitel: Die österreichische Dialektzeitschrift) ist eine österreichische Literaturzeitschrift aus Wien.
Die Zeitschrift wird seit 1989 publiziert und erscheint vierteljährlich. Auf einem Umfang von 60 bis 100 Seiten finden sich unveröffentlichte Gedichte, kurze Prosatexte, dramatische Szenen sowie Rezensionen. Die Auflage beträgt 300 bis 500 Stück. Morgenschtean ist die wichtigste Zeitschrift für Dialektliteratur in Österreich. Zu den bislang veröffentlichten Autoren gehören unter anderen:
- Friedrich Achleitner (1930–2019)
- El Awadalla (* 1956)
- Bernhard C. Bünker (1948–2010)
- Manfred Chobot (* 1947)
- Gustav Ernst (* 1944)
- Antonio Fian (* 1956)
- Franzobel (* 1967)
- Wolfgang Glechner (* 1951)
- Hans Haid (1938–2019)
- Franz Innerhofer (1944–2002)
- Ernst Jandl (1925–2000)
- Gerhard Jaschke (1949–2025)
- Gerald Jatzek (* 1956)
- Elfriede Jelinek (* 1946)
- Michael Köhlmeier (* 1949)
- Nino Mandl (* 1987)
- Friederike Mayröcker (1924–2021)
- Christoph Ransmayr (* 1954)
- Richard Weihs (* 1956)